# Toyota GT-One
Der Toyota GT-One TS020 war ein Rennwagen der Kategorie GT1 bzw. LM-GTP (Le Mans-Grand Tourisme Prototype) und fuhr unter anderem 1998 und 1999 bei den 24 Stunden von Le Mans. Er wurde im Auftrag der japanischen Firma Toyota vom Toyota Team Europe (TTE) in Köln entwickelt und aufgebaut. Verantwortlicher Designer war der ehemalige französische Langstrecken-Rennfahrer André de Cortanze. Neben sechs ausschließlich für den Rennbetrieb gebauten Wagen gab es aus Homologationsgründen auch ein in Japan straßenzugelassenes Exemplar mit den dafür erforderlichen Um- und Anbauten.

## Entwicklung
Die Entscheidung für die Teilnahme des GT-One in Le Mans fiel nach Angaben von Toyota erst 1996. Für die Entwicklung seien nur 18 Monate Zeit geblieben. Ergebnis war ein rund 920 kg leichter Prototyp mit dem R36V genannten 8-Zylinder-V-Motor mit 3,6 l Hubraum und zwei Garrett-Turboladern, der als Mittelmotor vor der Hinterachse eingebaut war und nach offiziellen Angaben bis zu 630 PS leistete sowie 650 Nm Drehmoment entwickelte; bei jeweils 6.000 min−1. Die Kraft wurde über ein von Toyota entwickeltes, unsynchronisiertes und sequentielles 6-Gang-Getriebe an die Hinterräder übertragen. Das Monocoque war als Sandwichplatte mit Wabenkern aus Aluminium und CFK-Deckhaut ausgeführt. Die Entwicklung und Ausführung der Aerodynamik-Teile wurde als Auftragsarbeit vom italienischen Rennwagenhersteller Dallara durchgeführt. Der GT-One leitete eine neue Ära für GT-Sportwagen in Le Mans ein. In den letzten Jahren davor waren dort entweder offene Sportprototypen (hier startete Toyota 1992 und 1993 mit dem Typ TS010 in der Gruppe C) oder geschlossene GT-Fahrzeuge (von Toyota wurde dafür zuletzt der Supra eingesetzt) zugelassen, von denen aber mindestens 25 straßenzugelassene Exemplare existieren mussten. Für den geschlossenen Toyota GT-One änderte der Automobil-Weltverband FIA die erforderliche Anzahl auf ein Exemplar.

## Das Debüt
Im ersten Einsatzjahr starteten drei GT-One nach nur kurzer Testphase am 6. und 7. Juni 1998 beim Langstreckenrennen in Le Mans noch in der Klasse GT1. Aufgrund der an die alte Gruppe C erinnernden, kompromisslosen Bauweise unter voller Ausnutzung der Möglichkeiten des Reglements, galten die Toyota als Favoriten für den Klassen- und Gesamtsieg, erfüllten aber die in sie gesetzten Erwartungen nur zum Teil. Das japanische Fahrer-Trio Ukyo Katayama, Toshio Suzuki und Keiichi Tsuchiya erreichte als bestes Toyota-Team den 9. Gesamtrang und Platz 7 in der Klasse GT1. Die beiden anderen Wagen schieden in aussichtsreicher Position aus; das Team Thierry Boutsen, Ralf Kelleners, Geoff Lees hatte sogar noch Siegchancen, musste aber nach einem Getriebedefekt eine Stunde vor Rennende in Führung liegend aufgeben. Brundle fuhr immerhin die zweitschnellste Qualifikationsrunde (Schnitt: 226,172 km/h) und vor dem Ausfall die schnellste Rennrunde. Das dritte Auto mit Martin Brundle, Emmanuel Collard und Éric Hélary hatte nach 14 Stunden einen Unfall und konnte das Rennen ebenfalls nicht beenden.

## Das zweite Einsatzjahr
Vor dem nächsten Le-Mans-Einsatz wurden erneut drei GT-One aufgebaut, rund 15 kg leichter und offenbar auch mit etwas mehr Motorleistung. Ausführliche Tests auf verschiedenen Strecken sollten das Ausfallrisiko reduzieren. Erstmals starteten die Toyota in der neugeschaffenen GT-LMP-Klasse für geschlossene Prototypen. Trotz starker Konkurrenz erwiesen sich die GT-One am 12. und 13. Juni 1999 mit Höchstgeschwindigkeiten von bis zu 380 km/h als die schnellsten Fahrzeuge im Feld. Martin Brundle fuhr mit einem Schnitt von 233,306 km/h die beste Qualifikationszeit und konnte so mit seinen Teamkollegen Emmanuel Collard und Vincenzo Sospiri aus der Pole-Position ins Rennen gehen. Daneben starteten mit der zweitschnellsten Qualifikationsrunde Ralf Kelleners, Allan McNish und Thierry Boutsen. Das schon im Vorjahr gestartete japanische Fahrertrio Toshio Suzuki, Keiichi Tsuchiya und Ukyo Katayma schaffte zwar nur Startplatz 8, war aber wiederum das erfolgreichste Toyota-Team. Mit einer Runde Rückstand hinter einem in der LMP-Klasse (für offene Le-Mans-Prototypen) gestarteten BMW V12 LMR fuhr ihr GT-One auf Gesamtrang 2. Kurz zuvor war noch der Sieg in greifbarer Nähe. Ein Reifenplatzer in der letzten Stunde und ein dadurch notwendiger zusätzlicher Boxenstopp vereitelte dies jedoch. Immerhin bedeutete Platz 2 gleichzeitig den GT-LMP-Klassensieg, zumal hier alle anderen Konkurrenten nicht ins Ziel kamen. Auch die beiden anderen Toyota hatten kein Glück: Der Brundle-GT-One hatte nach 90 Runden auf der Hunaudières-Geraden ebenfalls einen Reifenschaden. Martin Brundle versuchte noch den Wagen an die Box zu fahren, musste das Fahrzeug jedoch nach der Mulsanne-Sektion endgültig abstellen. Thierry Boutsen hatte mit dem dritten Wagen in der 173. Runde Ausgangs der Kurve Tertre Rouge einen schweren Unfall und musste mit einem angebrochenen Rückenwirbel aus dem Auto geborgen werden.

## Das Ende
Nachdem für das Jahr 2000 eine neue Klasseneinteilung für das Rennen in Le Mans ohne die GT-LMP-Klasse der geschlossenen Prototypen angekündigt wurde, war die kurze und sieglose Ära des GT-One schon fast zu Ende. Im November 1999 fuhr einer der Wagen noch beim 1.000-Kilometer-Rennen auf dem japanischen Fuji Speedway mit der schnellsten Rennrunde auf Platz zwei. Danach waren die GT-One-Prototypen nur noch in Museen, auf Ausstellungen und bei Werbeveranstaltungen zu sehen. Es war damit bis zum TS030 Hybrid das letzte internationale Sportwagen-Projekt von Toyota vor dem Einstieg in die Formel 1 im Jahr 2002.